# Segelfluggelände Büchig

i7
i11
i13
Das Segelfluggelände Büchig liegt im Gebiet der Stadt Ostheim vor der Rhön im Landkreis Rhön-Grabfeld in Bayern, etwa 2 km südöstlich von Ostheim.

## Flugbetrieb
Das Segelfluggelände besitzt eine 600 m lange und 30 m breite Start- und Landebahn aus Gras mit einem 210 m langen und 11 m breiten Asphaltstreifen am Ostende. Es besitzt eine Zulassung für Segelflugzeuge, Motorsegler und Ultraleichtflugzeuge. Der Start von Segelflugzeugen erfolgt per Windenstart oder Flugzeugschlepp.
Das Segelfluggelände wird von der Segelflieger-Gemeinschaft Ostheim v.d. Rhön e. V. betrieben.